# Papa Roach
Papa Roach este o formație rock americană, din Vacaville, California, fondată în 1993. Prima lor lansare majoră a fost albumul Infest (2000), certificat de trei ori cu platină. Succesul formației a continuat prin albumul Lovehatetragedy (2002) - certificat cu aur, și albumele Getting Away with Murder (2004, certificat cu platină), The Paramour Sessions (2006), Metamorphosis (2009), Time for Annihilation (2010), și The Connection (2012). Papa Roach a vândut peste 20 de milioane de copii de albume în lumea întreagă și este cunoscută în special pentru piesele lor "Last Resort", "Between Angels and Insects", "She Loves Me Not", "Getting Away with Murder", "Scars", "...To Be Loved", "Forever", "Hollywood Whore" și "Lifeline".

## Membrii formației
Membri actuali
- Jacoby Shaddix – vocal (1993–present)
- Jerry Horton – chitară solo, back vocal (1993–prezent)
- Tobin Esperance – chitară bas, programare, back vocal (1996–prezent)
- Tony Palermo – baterie (2007–prezent)

Foști membri
- Dave Buckner – baterie, percuție (1993–2007)
- Will James – chitară bas, back vocal (1993–1996)

Membri de sesiune
- Ben Luther – trombon (1993)
- Ryan Brown – baterie, percuție (1994)
- Mike Doherty – chitară ritmică, back vocal (2002)

Membri de turnee
- Wesley Geer - chitară (2006)

## Discografie
- Old Friends from Young Years (1997)
- Infest (2000)
- Lovehatetragedy (2002)
- Getting Away with Murder (2004)
- The Paramour Sessions (2006)
- Metamorphosis (2009)
- The Connection (2012)
- F.E.A.R (2015)
- Crooked Teeth (2017)
- Who Do You Trust? (2019)
- Ego Trip (2022)

## Premii și nominalizări
Premiile Grammy
| An   | Recipient     | Premiu                       | Rezultat     |
| ---- | ------------- | ---------------------------- | ------------ |
| 2001 | Papa Roach    | Best New Artist              | Nominalizare |
| 2001 | "Broken Home" | Best Music Video, Short Form | Nominalizare |

MTV Video Music Awards
| An   | Recipient                      | Premiu          | Rezultat     |
| ---- | ------------------------------ | --------------- | ------------ |
| 2000 | Papa Roach (for "last resort") | Best New Artist | Nominalizare |

## Turnee
- Warped Tour (2000)
- Issues Tour (2000) with Korn and Powerman 5000
- Total Request Live Tour (2000) with (həd) p.e. and Taproot
- Raid the Nation Tour (2001) with Orgy, (həd) p.e. and Alien Ant Farm
- Ozzfest (2001)
- Headlining tour (2003) with Nonpoint, Reach 454 and Die Trying
- The Bad Boys of Rock Tour (2007) with Buckcherry, The Exies, 12 Stones, Hinder and Rev Theory
- Crüe Fest (2008) with Mötley Crüe, Buckcherry, Trapt and Sixx:A.M.
- The Illusion of Progress Tour (2008) with Staind, Seether, Red and State of Shock
- Dark Horse Tour (2009) with Nickelback, Hinder and Saving Abel
- Headling Fall Tour (2009) with Jet, Kill Hannah and Aranda
- Headling December Tour (2009) with Shinedown and Halestorm
- Headling Spring Tour (2010) with Puddle of Mudd, 12 Stones, Hellyeah, Adelitas Way and Seasons After
- Monsters of Annihilation Tour (2010) with Trapt, Skillet and My Darkest Days
- Taste of Chaos Tour (2010) with Disturbed, Buckcherry and Halestorm
- Jägermeister Music Tour (2011) with Buckcherry, My Darkest Days and Bleeker Ridge
- Q101 Jamboree (2011) with Sum 41, Seether and 30 Seconds To Mars
- Raid the Nation (2012) Finger Eleven and Pop Evil
- Rock Allegiance Tour (2011) with Buckcherry, Puddle of Mudd, P.O.D., Crossfade, RED, and Drive A
- Summer Headline Tour (2012) with Art of Dying and In This Moment
- Uproar Festival (2012) with Shinedown, Godsmack, Staind, Adelitas Way, P.O.D., Fozzy Thousand Foot Krutch and Deuce .
- Winter Co-Headlining Tour (2013) with Stone Sour and Otherwise
- The Connection tour (2013) with Escape The Fate and Otherwise and Trevor Davis
- Carnival Of Madness (2013) with Shinedown, Skillet, In This Moment, and We as Human
- The Connection Tour (2013) with Pop Evil and Age of Days